# Dominique Hasler
Dominique Hasler   (Mauren i Liechtenstein, 6 d'octubre de 1978) és una política de Liechtenstein i membre de la Unió Patriòtica. Després de les eleccions generals de 2017, va ser nomenada ministra d'Interior, Educació i Medi Ambient, substituint Thomas Zwiefelhofer. Va ser nomenada ministra d'Afers Exteriors, Educació i Esport pel primer ministre Daniel Risch el març de 2021.

## Carrera
Nascuda Dominique Matt el 6 d'octubre de 1978, va créixer en Mauren, Liechtenstein. Va prendre el cognom Gantenbein després del matrimoni de la seva mare. Va estudiar en el Col·legi Intercantonal d'Educació Especial de Zúric, Suïssa. Gantenbein va treballar llavors com a professora d'educació especial en diverses escoles, abans de cursar un màster en Administració d'Empreses en Gestió Empresarial en la Universitat de Liechtenstein.
Després de les eleccions generals de 2017 a Liechtenstein, Gantenbein va ser nomenada ministra d'Interior, Educació i Medi Ambient en el nou parlament el 30 de març. Va ser un dels dos membres de la Unió Patriòtica nomenada com a ministra en el Govern de coalició. Des de llavors s'ha reunit amb el seu homòleg d'educació en el Govern d'Àustria, Sonja Hammerschmid, en relació amb la cooperació permanent en el treball amb els joves que abandonen l'escola. Gantenbein també ha ocupat un seient en el Consell d'Assumptes d'Interior de la Unió Europea com a part del seu treball com a Ministra de l'Interior.
Després del casament amb Daniel Hasler l'octubre de 2018 va prendre el nom del seu espòs.